# Ernst-Abbe-Sportfeld
Ernst-Abbe-Sportfeld – stadion w Jenie w Niemczech. Został nazwany imieniem Ernsta Abbe, przedsiębiorcy z Jeny.
Na stadionie swe spotkania rozgrywa drużyna FC Carl Zeiss Jena. 
Stadion został zbudowany 1924 roku i był dwa razy przechodził renowacje, od 1997 do 1999 i w 2006 roku. 25 maja 1996 Jan Železný ustanowił tutaj rekord świata w rzucie oszczepem – 98,48.

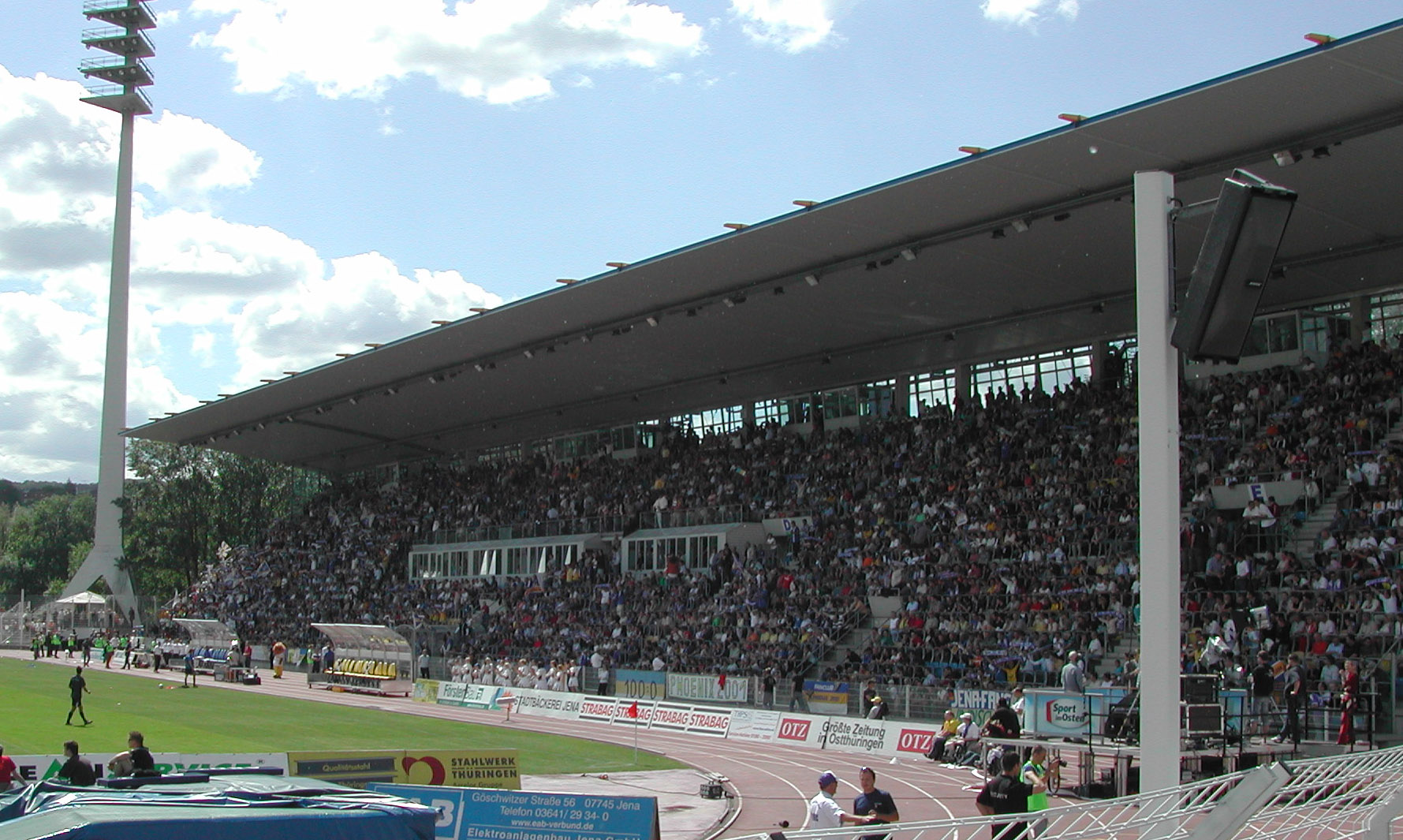